# Якби Південь виграв громадянську війну
«Якби Південь виграв громадянську війну» (англ. If the South Had Won the Civil War) — книга про альтернативну історію 1961 року Мак-Кінлі Кантора, письменника, який також написав кілька романів про громадянську війну в США. Спочатку була опублікована у номері журналу Look за 22 листопада 1960 року. Вона викликала такий резонанс, що була опублікована в 1961 році як книга.
Книга написана в манері історичного тексту, опублікованого в альтернативній реальності 1961 року та описує події минулого століття, коли Конфедеративні Штати Америки існували як окрема національна держава. Він містить численні виноски та цитати з різних (вигаданих) історичних творів.
Книга мала значний вплив на розвиток піджанру альтернативної історії американської громадянської війни, одного з двох найпоширеніших сюжетів альтернативної історії Америки. Пізніші автори таких книжок, як-от Гаррі Тертлдов, прямо заявляли про вплив Кантора на їх власну творчість.

## Альтернативна історична шкала часу
Книга починається з припущення, що генерал Союзу Улісс Грант був убитий, випадково скинутий з коня 12 травня 1863 року, на початку Віксбурзької кампанії. Згодом генерал Джон Александр МакКлернанд наполягав на тому, щоб взяти на себе командування, незважаючи на те, що він був політичним призначенцем і не відповідав цій посаді. Завдяки дуже поганому генералітету МакКлернанду вдалося програти Віксбурзьку кампанію та майже повністю знищити армію Теннессі. Незабаром після цього, у битві під Геттісбергом, генерал Конфедерації Роберт Едвард Лі прийняв кілька кращих рішень, ніж у нашій історії, і зумів виграти битву, а також значною мірою знищити Потомакську армію Союзу.
Дві такі великі катастрофи, що наступили одна за одною, викликали паніку на Півночі. Вашингтон, округ Колумбія, поринув у повний хаос, натовп бігав вулицями, грабував, ґвалтував і лінчував чорношкірих. Армія Лі захопила місто без жодного пострілу та приступила до відновлення порядку. Оскільки натовп вимагав кров Авраама Лінкольна, найбезпечніше для нього було піти під варту в Річмонді, штат Вірджинія, звідки він надіслав на північ листа, оголосивши про свою відставку та визнавши перемогу Конфедерації.
Віце-президенту Ганнібалу Гемліну, який став президентом після відставки Лінкольна, випала важка робота щодо переговорів щодо кордону з новою незалежною КША. Найгіршою пігулкою, яку йому довелося проковтнути, було визнати остаточну втрату Вашингтона та його перетворення на столицю Конфедерації (з перейменуванням округу Колумбія на округ Діксі), що стало неминучим, коли Меріленд приєднався до Конфедерації, як і Кентуккі.
Головним досягненням Гемліна було збереження в Союзі Західної Вірджинії, а також запобігання проконфедеративним збройним формуванням у Міссурі від відділення цього штату. Індіанська територія залишалася невирішеним яблуком розбрату.
Під час дебатів щодо місця розташування нової столиці США президент Гемлін рішуче виступив проти пропозиції зробити Філадельфію столицею, що відчужило б усі штати на захід від Аллегені, і підтримав остаточно прийнятий компроміс Колумбуса, штат Огайо, який перейменовано в «Колумбія». Оскільки він відмовився балотуватися на президентських виборах 1864 року, Гемлін фактично не зміг оселитися в новій столиці, яка була готова лише через багато років.
Тим часом у 1864 році конфедератами звільнили Лінкольна, який заснував адвокатську контору в Чикаго. Однак його все одно вбили в театрі, в даному випадку в театрі Маквікера в Чикаго.
Нова незалежна Конфедерація постраждала від певної нестабільності, особливо після того, як неспокійний Техас захопив спірну індіанську територію і нарешті проголосив свою повну незалежність і став Другою Республікою Техас. Це наблизило привид війни: або США розпочнуть війну за індіанську територію, або Конфедерація намагатиметься утримати Техас силою, але цього вдалося уникнути; Техасу було дозволено мирно піти своїм шляхом, і відносини між усіма трьома країнами неухильно поліпшувалися. Два терміни президента США Джеймса Б. Макферсона (в реальній історії — офіцера Союзу, який загинув під час битви за Атланту в липні 1864 року) відзначалися сильною тенденцією до примирення з Конфедеративними Штатами. Його друга інавгураційна промова, в якій він стверджував, що війна, яка закінчилася в 1863 році, врятувала життя багатьох людей, які були б убиті, якби вона затягнулася, була тепло прийнята на південь від лінії Мейсона-Діксона, стала частиною шкільної програми та допомогла досягти можливого возз'єднання (хоча воно відбулося лише через довгий час після його смерті).
Конфедерація також зіткнулася з проблемою рабства, яка викликала серйозні суперечки, незважаючи на її перемогу у тому, що стало відомо як «війна Південної революції». Коли решта світу скасувала рабство, конфедерати почали відчувати, що вони не в курсі. Спочатку рабство на своїй території скасувала Вірджинія, потім Кентуккі та Північна Кароліна, а пізніше Меріленд і Теннессі. Нова політична сила під назвою Партія Джефферсона закликала до скасування рабства і отримала підтримку таких видатних людей, як Стівен Додсон Рамсер, Роберт Е. Родес, Джон Пеграм і, пізніше, Леонідас Полк. Нарешті, в 1885 році рабство Конфедерації було повністю скасовано, законопроект про визволення був прийнятий без невеликої опозиції під час президентства Джеймса Лонгстріта. Жителі півдня вирішили це питання самостійно, а не через те, щоб це рішення нав'язала їм переможна ворожа армія, що допомогло уникнути будь-якої тривалої гіркоти, і жодної організації, схожої на Ку-клукс-клан, не виникло.
У 1898 році Конфедерація вступила у війну з Іспанією, захопила й анексувала Кубу. Яскравий Рел Стюарт, син Джеба Стюарта, який народився в 1867 році (в реальній історії Стюарт був убитий у 1864 році під час битви), відіграв важливу роль у цій війні і зрештою став першим губернатором штату Куба (на одній ілюстрації Рел Стюарт зображений схожим на Теодора Рузвельта.)
У ХХ столітті США, КША та Техас стали все більш економічно інтегрованими та усунули всі тарифні бар'єри між ними. У 1917 році президенти США Теодор Рузвельт і Вудро Вільсон з КША втягнули свої країни в Першу світову війну, як і незалежний Техас. Солдати всіх трьох приєдналися до держав Антанти і воювали як близькі союзники проти Німеччини та Центральних держав. Подібні події мали місце проти держав Осі під час Другої світової війни. Кантор не надає багато деталей про це, але чітко припускає, що три союзні армії, перетнувши Атлантику разом і воюючи разом у Європі, досягли б приблизно такого ж результату, якого досягла одна армія США в реальній історії.
Після цього США, КША та Техас відчули загрозу з боку радянських ракетних баз і бронетанкових бригад на Алясці (яка ніколи не була куплена в Росії в 1867 році). Тому на Вашингтонському саміті в 1961 році вони нарешті оголосили про офіційне возз'єднання, саме на сторіччя форту Самтер.
Таким чином, версія історії Кантора завершує коло, причому ситуація 1961 року не надто відрізняється від реальної історії: єдині Сполучені Штати як велика світова держава перебувають у холодній війні з Радянським Союзом, але у значно невигідному становищі порівняно з фактичною хронологією через радянську присутність на Алясці.

## Вплив на Гаррі Тертлдов
Гаррі Тертлдов, який багато писав у цьому піджанрі, визнавав вплив книги Кантора на його власну творчість.
У «Зброї півдня» Тертлдов, як і Кантор, має армію Лі, яка окупувала Вашингтон, а Лі діє як мудрий і великодушний переможець. «Південна перемога» Тертлдва включає різні елементи, які можна впізнати з книги Кантора, такі як скасування південного рабства, що відбулося в 1880-х роках за президента Джеймса Лонгстріта, Тедді Рузвельта та Вудро Вільсона, які були одночасними президентами США та КША відповідно, анексію Куби та її приєднання до Конфедерації та Аляска не куплена і залишається частиною Росії. Однак ці елементи сюжету були вставлені Тертлдовим в альтернативну історію, абсолютно протилежну історії Кантора, в якій, далеко не примирившись, США та КША стають спадковими ворогами, які знову і знову вступають у війну та приймають протилежні сторони в обох світових війнах, що призвело до різких результатів для решти світу.